# Ningchengopterus
Ningchengopterus (il cui nome significa "ala di Ningcheng") è un genere estinto di pterosauro pterodactyloide vissuto nel Cretaceo inferiore, circa 130-122 milioni di anni fa (Aptiano) in quella che oggi è la Formazione Jiufotang, in Cina. Il genere contiene una singola specie, ossia N. liuae, conosciuto da una singola giovane esemplare.

## Descrizione
Lo Ningchengopterus è conosciuto per un singolo esemplare giovane, rappresentato da uno scheletro ben conservato. Lo scheletro, articolato, si trova su una lastra e sulla sua controparte, ed è costituito da cranio, colonna vertebrale (quasi completa), alcune costole, la maggior parte dell'ala destra e la maggior parte della gamba destra, nonché tracce di tessuti molli su collo, busto e membrana alare. L'intera lastra è di soli 15 centimetri per 6 centimetri (6 per 3 pollici). Lo scheletro rappresenta un esemplare molto giovane e aveva all'incirca le stesse dimensioni di una moderna cincia o di una sitta.
Il cranio è quasi interamente completo, con la sua superficie superiore e il lato sinistro esposti. Il cranio è lungo e affusolato con un rostro molto stretto. Sulla superficie superiore del cranio sopra gli occhi, è presente una massa ossea rettangolare, che potrebbe rappresentare una cresta, o un osso cranico spostatosi durante la fossilizzazione. Sfortunatamente, Lü non ha descritto questa caratteristica nella sua descrizione. Sono inoltre presenti delle tracce di tessuto molle costituite da picnofibre parallele dirette verso l'alto e il retro del cranio, visibili sopra l'occhio. Il lato superiore e sinistro della mandibola è visibile e il mento presenta una cresta appena accennata sulla linea mediana. Le fauci contengono 12 coppie di denti nella mascella e 13 coppie nelle mandibola. I denti sono conici, appuntiti, stretti e curvi. I denti vicino alla punta delle mascelle sono più lunghi e sottili, e sembrano essere diretti più lateralmente di quelli più indietro nelle mascelle.
Le ossa delle ali sono ben conservate, ma scarsamente ossificate, confermando la giovane età dell'esemplare. L'apertura alare totale di questo individuo era di circa 20-25 centimetri (8-10 pollici), sebbene le se dimensioni adulte siano sconosciute. Lü nella sua descrizione sospetta che l'esemplare potrebbe essere molto giovane, forse un cucciolo.

## Storia della scoperta
Nel 2009, Lü Junchang nominò e descrisse una nuova specie di pterosauro, Ningchengopterus liuae, basandosi su un singolo scheletro giovanile ben conservato. Lo scheletro è stato ritrovato nelle rocce del Cretaceo inferiore della Formazione Jiufotang nella contea di Ningcheng, nella Mongolia Interna, Cina.
L'olotipo, CYGB-0035, è composto da scheletro articolato quasi completo che mostra anche tracce di tessuti molli, come la membrana alare e picnofibre, compresse su una lastra e sulla contropiastra. Al momento della sua scoperta rappresenta lo pterosauro più piccolo mai ritrovato in Cina. La specie tipo, Ningchengopterus liuae, è stata nominata e descritta nel 2009 da Lü Junchang. Il nome del genere, Ningchengopterus, combina un riferimento al distretto di Ningcheng nella Mongolia interna, con la parola greca latinizzata pteron ossia "ala". Il nome specifico, liuae, rende omaggio alla signora Liu Jingyi che raccolse il fossile e lo donò alla scienza.

## Classificazione
Quando venne descritto per la prima volta, Ningchengopterus non fu assegnato a nessuna famiglia di pterosauri, venendo quindi provvisoriamente inserito in Pterodactyloidea. Lü paragonò l'animale a molti altri pterosauri conosciuti dalla Formazione Jiufotang e scoprì che le proporzioni ossee degli arti erano molto simili a quelle del ctenochasmatide Eosipterus, e comunque simili a quelle dei ctenochasmatidi in generale. Lü ha sottolineato che i ctenochasmatidi generalmente hanno centinaia di denti aghiformi che rivestono le loro mascelle, e non solo 50. Sfortunatamente, Eosipterus è conosciuto da uno scheletro privo di cranio, quindi non si può sapere se i due generi fossero davvero strettamente imparentati o addirittura la stessa specie.

## Paleobiologia
La membrana alare completamente sviluppata di Ningchengopterus, confermerebbe l'ipotesi di Mark Unwin secondo cui gli pterosauri mostrassero scarse cura parentali, e che i cuccioli fossero autosufficienti, e quindi in grado di volare, poco dopo la schiusa.
La peculiare morfologia dei denti suggerisce che Ningchengopterus si nutrisse principalmente di pesce, vermi o insetti. La maggior parte dei ctenochasmatidi sono pescatori filtratori, usando i loro denti per filtrare piccole prede dal fango o dall'acqua. Se il Ningchengopterus fosse davvero un ctenochasmatide, la sua dieta sarebbe potuta cambiare durante la crescita.